# Otto Kleifeld
Otto Kleifeld (* 31. August 1920 in Mühlenbruch, Landkreis Kolberg-Körlin; † 12. Januar 2004 in Rommersheim) war ein deutscher Ophthalmologe.

## Leben
Nachdem Otto Kleifeld 1938 am Gymnasium Adolfinum Moers das Abitur erlangt hatte, studierte er an den Universitäten Bonn und München Medizin, unterbrochen von Kriegseinsätzen als Unterarzt. 1942 wurde er Mitglied des damals offiziell aufgelösten und nur im Geheimen weiterbestehenden Corps Rhenania Bonn. 1945 legte er das Staatsexamen ab. Von 1946 bis 1948 war er als Arzt in Krankenhäusern in Moers und Homberg tätig. 1947 wurde er an der Medizinischen Akademie Düsseldorf zum Dr. med. promoviert. Zu Beginn des Jahres 1949 wechselte er an die Universitätsnervenklinik und im April des gleichen Jahres zu Hans Karl Müller an die Universitätsaugenklinik Bonn. In den Jahren 1953 und 1954 verweilte er zu Studienaufenthalten in Detroit und New York City. 1955 habilitierte er sich an der Universität Bonn für das Fach Augenheilkunde. 1956 ging er für einen weiteren Studienaufenthalt nach Straßburg. 1961 wurde er zum Professor ernannt.
Seit 1961 unterhielt er in Trier als Facharzt für Augenkrankheiten eine eigene Praxis und war Chefarzt der Augenabteilung des Evangelischen Elisabeth-Krankenhauses Trier. Seine wissenschaftlichen Arbeiten galten insbesondere der Erforschung des Stoffwechsels der Linse des Auges. Hierbei arbeitete er eng zusammen mit dem Biochemiker Otto Hockwin.

## Schriften
- Die diagnostische Bedeutung der eosinophilen Zellen im Blut für die Erkennung einer Salvarsanunverträglichkeit, 1947
- Papierelektrophoretische Untersuchungen des Phosphatstoffwechsels der Linse jüngerer und älterer Tiere mit radioaktivem Phosphor. In: Albrecht von Graefes Archiv für Ophthalmologie, Band 154, 1. März 1953, S. 165–176 (Zusammen mit H. K. Müller)
- Untersuchungen der Abhängigkeit der sichtbaren Veränderungen von Linse und Linsenfasern von den elektrischen Reizbedingungen . In: Albrecht von Graefes Archiv für Ophthalmologie, Band 154, 1. Mai 1953, S. 332–347
- Über die Bedeutung von Kapsel und Epithel für die Phosphatresorption der Linse. In: Albrecht von Graefes Archiv für Ophthalmologie, Band 156, 1. September 1955, S. 443–452 (Zusammen mit H. K. Müller, O. Hockwin, P. Arens, R. Fuchs und U. Dardenne)
- Gibt es einen Tätigkeitsstoffwechsel der Linse? In: Albrecht von Graefes Archiv für Ophthalmologie, Band 156, 1. September 1955, S. 467–479 (Zusammen mit O. Hockwin und P. Arens)
- Die Wirkung von Dinitrophenol, Äthylendiamintetraessigsäure, Diamox und Butazolidin auf Stoffwechselabläufe der Linse. In: Albrecht von Graefes Archiv für Ophthalmologie, Band 158, 1. Januar 1956, S. 54–63 (Zusammen mit O. Hockwin)
- Die Altersabhängigkeit der Aldolaseaktivität in einzelnen Abschnitten der Rinderlinse. In: Albrecht von Graefes Archiv für Ophthalmologie, Band 158, 1. März 1956, S. 172–181 (Zusammen mit U. Dardenne und G. Schäfer)
- Das Verhalten der Linseneiweiße in Abhängigkeit vom Alter bei Meerschweinchen- und Rinderlinsen. In: Albrecht von Graefes Archiv für Ophthalmologie, Band 160, 1. Januar 1958, S. 8–19 (Zusammen mit O. Hockwin und H. G. Neumann)
- Ein elektronenmikroskopischer Beitrag zur Feinstruktur der Linsenfaser. In: Albrecht von Graefe's Archiv für Ophthalmologie, Band 160, 1. Januar 1958, S. 20–25 (Zusammen mit H. Hueck)
- Die in vitro-Sauerstoffaufnahme von Linsen in Abhängigkeit vom O2-Angebot der Nährlösung. In: Albrecht von Graefes Archiv für Ophthalmologie, Band 161, 1. Mai 1959, S. 248–251 (Zusammen mit O. Hockwin)
- Enzymatische Bestimmung der „wahren Glucose“ in Augenlinsen. Die Beeinflußbarkeit der Glucose-konzentration in Kälber- und Rinderlinsen. In: Albrecht von Graefes Archiv für Ophthalmologie Band 163, !. Juli 1961, S. 309–313 (Zusammen mit W. Paulus und O. Hockwin)
- Der Gehalt der Rinder- und Kaninchenlinse an Brenztraubensäure und Milchsäure in Abhängigkeit vom Glucoseangebot in der Nährlösung und von einer Schädigung durch Röntgenstrahlen. In: Albrecht von Graefes Archiv für Ophthalmologie, Band 163, 1. Juli 1961, S. 324–327 (Zusammen mit W. Paulus und O. Hockwin)
- Fistulierende Operationen mit Walserstanze: Modifikationen ohne Skleradeckel, mit fixiertem und mit nicht fixiertem Skleradeckel. In: Klinische Monatsblätter für Augenheilkunde, Band 170, 1977, Heft 5, S. 673–678 (Zusammen mit H. - R. Koch)
- Computertomographie bei einem einseitigen Exophthalmus bedingt durch einen Knochentumor der Orbitalwand (Osteom). In: Klinische Monatsblätter der Augenheilkunde, Band 176, 1980, Heft 3, S. 447–449
- Biometrie der Linse in Abhängigkeit vom Lebensalter und von der Kataraktmorphologie. Auswertung von Scheimpflug-Photos des vorderen Augenabschnittes. In: Klinische Monatsblätter der Augenheilkunde, Band 185, 1984, Heft 7, S. 35–42 (Zusammen mit T. Shibata1, O. Hockwin, E. Weigelin, V. Dragomirescu)